# Hubert Pyrot
Hubert Pyrot est un homme politique français né le 12 février 1758 à Ligneville (Vosges) et décédé le 13 août 1834 à Metz (Moselle).

## Biographie
Avocat, il est procureur syndic de Metz en 1790 et député de la Moselle de 1791 à 1792.
Substitut à Metz en 1811, il est de nouveau député de la Moselle de 1815 à 1816, siégeant dans la majorité de la Chambre introuvable. Il est nommé conseiller à la cour royale de Metz en 1816.